# Cudowronka błękitna
Cudowronka błękitna (Paradisaea rudolphi) – gatunek ptaka z rodziny cudowronek (Paradisaeidae). Występuje nieregularnie we wschodniej Nowej Gwinei. Bliski zagrożenia.

## Taksonomia
Po raz pierwszy gatunek opisali Otto Finsch i Adolf Bernhard Meyer w 1885. Miejsce pozyskania holotypu wskazano jako „Hufeisengebirge”, co odnosi się do pasma Maguli w południowo-wschodniej części Nowej Gwinei (9°19,2′S 147°31,8′E/-9,320000 147,530000). Autor nadał nowemu gatunkowi nazwę Paradisornis Rudolphi. Obecnie (2020) Międzynarodowy Komitet Ornitologiczny (IOC) umieszcza cudowronkę błękitną w rodzaju Paradisaea.
Wśród współczesnych autorów brak zgody co do klasyfikacji tego gatunku. Podobnie jak IOC postępują autorzy Kompletnej listy ptaków świata. Autorzy HBW uznają monotypowy rodzaj Paradisornis, tak jak i Pratt i Beehler (2016), pod taką nazwą gatunek jest również klasyfikowany przez BirdLife International (a tym samym IUCN). Wyniki badań genetycznych opublikowane w 2009 wskazują na to, że cudowronka błękitna stanowi takson siostrzany względem pozostałych przedstawicieli Paradisaea. Podobnie jak cudowronka białopióra (P. guilielmi) wyodrębniła się jako gatunek znacznie wcześniej niż pozostałe cudowronki. Od innych przedstawicieli rodzaju odróżnia ją sposób kojarzenia, upierzenie, zachowanie, głos, ponadto występuje na większych wysokościach niż inne cudowronki. Stwierdzano mieszańce cudowronki błękitnej z dwoma gatunkami (przynajmniej do 2020): sześciopiórem białoczelnym (Parotia lawesii) i cudowronką krasnopiórą (P. raggiana). Ten drugi początkowo opisany został jako odrębny gatunek – Paradisaea bloodi (Iredale, 1948). Mieszaniec z sześciopiórem białoczelnym był pierwszym znanym mieszańcem międzyrodzajowym Paradisaea x Parotia.
Zarówno IOC, jak i autorzy HBW uznają dwa podgatunki cudowronki błękitnej – nominatywny i P. r. margaritae opisany przez Mayra i Gillarda. Holotypem była dorosła samica pozyskana 5 kwietnia 1950. Proponowany podgatunek P. r. ampla Greenway, 1934 opisany na podstawie pozyskanego 5 kwietnia 1933 dorosłego samca uznawany jest za synonim podgatunku nominatywnego.

## Morfologia
Długość ciała samców bez ozdobnych piór i samic wynosi około 30 cm. Masa ciała samców: 158–189 g, samic – 124–166 g. Dymorfizm płciowy oprócz wymiarów przejawia się również w upierzeniu, jednak upierzenie cudowronek błękitnych obojga płci jest najbardziej zbliżone spośród wszystkich gatunków Paradisaea. Szczególnymi cechami przedstawicieli tego gatunku jest czarno-kobaltowe upierzenie, obecność niebieskich piór na piersi u samców i przerywana biała obrączka oczna u ptaków obojga płci. Jest to kombinacja cech unikatowa na tle rodzaju. Inne cudowronki Paradisaea są również większe, smuklejsze i mają dłuższe ogony. Wymiary szczegółowe podane w milimetrach przedstawia poniższa tabela:
| Wymiary szczegółowe                   |                    |             |                  |                |               |               |
| Podgatunek                            | Płeć               | n           | Długość skrzydła | Długość dzioba | Długość ogona | Długość skoku |
| ------------------------------------- | ------------------ | ----------- | ---------------- | -------------- | ------------- | ------------- |
| P. r. rudolphi                        | Samce (dorosłe)    | 20/19/20/19 | 153–163          | 39,6–45,6      | 76–91         | 36,5–41,8     |
| P. r. rudolphi                        | Samce (młodociane) | 4           | 150–157          | 40,9–41,8      | 90–97         | 38,8–41,2     |
| P. r. rudolphi                        | Samice             | 15/14/15/15 | 142–158          | 38,4–42,9      | 90–102        | 35,5–41,0     |
| P. r. margaritae                      | Samce (dorosłe)    | 5/4/5/5     | 151–158          | 39,3–42,3      | 76–81         | 36,6–38,9     |
| P. r. margaritae                      | Samce (młodociane) | 5/5/5/4     | 151–161          | 38,6–42        | 95–101        | 37,7–40,4     |
| P. r. margaritae                      | Samice             | 7           | 143–159          | 38,4–41,9      | 86–94         | 35,7–39,5     |
| Hybryda P. rudolphi x P. raggiana     | Samiec?            | 1           | 178              | 32             | 130           | 40            |
| Hybryda P. rudolphi x Parotia lawesii | W typie samicy     | 1           | 146              | 37,3           | 93            | 36,9          |

Dalszy opis dotyczy samca podgatunku nominatywnego (jeśli nie zaznaczono inaczej). Głowa, szyja i płaszcz są czarne, połyskliwe, z brązowozieloną opalizacją i ciemnokarminową domieszką z tyłu ciemienia i na karku. Oko okala niepełna obrączka oczna ze srebrzystobiałych piór. Grzbiet i kuper czarniawe z niebieskozielonym (w górnej części grzbietu) i indygowym połyskiem. Pokrywy nadogonowe ciemne, kobaltowe. Górna część skrzydła może przybierać różne odcienie barwy niebieskiej na pokrywach i na lotkach III rzędu. Krawędź skrzydła ciemniejsza, lotki matowobrązowe z niebieskimi krawędziami zewnętrznymi (nieobecnymi jedynie na trzech najbardziej zewnętrznych lotkach I rzędu). Górna część ogona fioletowoniebieska. Środkowa para sterówek wydłuża się do dwóch podobnych do wstążki ozdobnych piór. Ich promyki są niebieskawoczarne, rozszerzone na kształt łyżki końcówki opalizują na niebiesko. Górna część piersi matowobrązowa, nieznacznie granatowo połyskująca. Dolna część piersi mieni się bardziej wyraźnie, brzuch natomiast jest czarny, a nogawice i pokrywy podogonowe – czarnobrązowe. Po bokach ciała z rzadka rozmieszczone wyjątkowo długie cienkie pióra nitkowate, zmieniające barwę od ciemnej fioletowoniebieskiej z fioletową opalizacją przez niebieską i fioletowoniebieską po fiołkową na końcu. Pozostała część boków ciała ma barwę rdzawobursztynową. Część piór tworzy czarną i ciemną szkarłatną linię z boku brzucha, która styka się z przeciwległą podczas zalotów i tworzy ciągłą dwukolorową linię. Tęczówka brązowa. Dziób niebieskobiały, kredowy. Nogi szarofioletowe.
Samice są mniejsze od samców, nie mają wydłużonych piór. Głowa i wierzch ciała ubarwione są podobnie jak u samca, jednak czarne obszary wykazują mniejszy połysk i bardziej czarnobrązową kolorystykę. Na głowie brak karminowych czy ciemnoróżowych fragmentów. Dolne partie ciała kasztanowobrązowe, kolorystyka stopniowo przechodzi od czarniawego gardła do ciemnocynamonowego spodu ciała. Czarne matowe paski są z rzadka rozmieszczone na środku brzucha, a u niektórych populacji nie ma ich w ogóle. Młode samice wyróżniają się zajmującym większy obszar i intensywniejszym paskowaniem na brzuchu oraz ciemnym dziobem. Osobniki młodociane – również samce – są podobne do samic, mają jednak ciemniejsze skrzydła, ciemnoszare dzioby i białawe brzuchy w połączeniu z w pełni rozwiniętą obrączką oczną. Samce zyskują szatę dorosłą stopniowo.
Samce podgatunku P. r. margaritae przypominają te podgatunku nominatywnego, za to samice mają jednolicie wąsko paskowany spód ciała oraz przeciętnie krótszy ogon (poza środkowymi sterówkami) i skok.

## Zasięg występowania
Według szacunków BirdLife International zasięg występowania cudowronki błękitnej zajmuje 78,4 tys. km². Przedstawiciele dwóch podgatunków uznawanych przez IOC zamieszkują odpowiednio:
- P. r. margaritae Mayr & Gilliard, 1951 – środkowo-wschodnia Nowa Gwinea (okolice Tari, wyżyny prowincji Enga, dział rzek Sepik i Wahgi, Kubor Range, Giluwe, Mount Hagen w okolicy miasta o tej samej nazwie, Karimui, Góry Bismarcka)[4]. Zachodnia granica zasięgu słabo poznana, sięga co najmniej do Karius Range[5]. Zasięg był opisywany jako gwałtownie urywający się, jako że dalej na zachód w prowincji Papua Zachodnia znajdują się odpowiednie dla cudowronek błękitnych tereny. Wśród występujących w tym regionie wyżynnych zwierząt różnych gromad i roślin znane są jednak przypadki sięgania zasięgu tylko po okolice Tari. Zapewne i w przypadku P. r. margaritae taka niejasność wynika z rzeczywistego kończenia się tam zasięgu, a nie niedostatecznego poznania gatunku[10].
- P. r. rudolphi (Finsch & Meyer, AB, 1885) – południowo-wschodnia Nowa Gwinea od prowincji Eastern Highlands (dystrykt Okapa) i Herzog Mountains na południowy wschód po Góry Owena Stanleya[4]; granica zasięgu występowania od strony południowo-wschodniej nie jest dobrze znana[5].

## Ekologia i zachowanie
Środowiskiem życia cudowronek błękitnych są lasy w niższych partiach gór. Odnotowywano je od 1100 do 2000 m n.p.m., lecz najczęściej występują między 1400 a 1800 m n.p.m. Na bliższych krańcowym wartościom wysokościach obserwuje się szczególnie samice i młode. Przedstawiciele podgatunku nominatywnego zamieszkują w większości południowe zbocza gór, na północnych pojawiają się rzadko lub wcale. Donoszono o samcach tokujących w połaciach pierwotnych lasów, jednak wiadomo też o osobnikach śpiewających w dolinie Tari, gęsto zaludnionej i porośniętej niewielką ilością pozostałych lasów pierwotnych. Cudowronki błękitne ogółem mogą tolerować silnie przekształcone środowiska, jak okolice ogrodów i nasadzenia drzew. W tych skrajnie przekształconych są jednak zagrożone wskutek odłowu dla ozdobnych piór i wypierania przez znacznie lepiej przystosowujące się cudowronki krasnopióre. Nie występują na niektórych obszarach, które zdają się odpowiadać ich wymaganiom. Na początku lat 80. XX wieku oceniono, że zwyczaje cudowronek błękitnych były wówczas słabo poznane.
Cudowronki błękitne prowadzą samotniczy tryb życia, przepędzają inne cudowronki z okolic owocujących drzew. Czynią to zwłaszcza samice, samce czasem są widywane w towarzystwie ptaków w typie samicy lub z innymi cudowronkami. Żywią się owocami – szczególnie figowców, pestkowcami, jagodami – i materią zwierzęcą, głównie stawonogami zbieranymi z kory drzew, być może również jaszczurkami. Żerują wysoko w koronach drzew, gdy szukają owoców, na niższe piętra lasu schodzą w poszukiwaniu stawonogów; sposobem żerowania nie wyróżniają się na tle rodziny. Pieśń cudowronek błękitnych ma formę powolnej, rytmicznej serii zawodzących dźwięków, bardziej nosowych i wyższych niż u innych przedstawicieli rodzaju: wahr wahr.... Samce przemieszczając się między punktami, z których śpiewają, odzywają się niskimi, warczącymi i dudniącymi dźwiękami brrn brrn.... Podczas toków w pozycji zwisania z gałęzi samce odzywają się niskimi, rytmicznymi, zgrzytliwymi lub buczącymi podobnymi do pracy maszyn odgłosami. Łatwo dostrzec cudowronki błękitne podczas ich żerowania na owocujących drzewach, jednak by móc obserwować je podczas wspomnianej szczególnej formy zalotów, zaleca się kontakt z lokalnymi przewodnikami.

### Lęgi
W poszczególnych częściach zasięgu lęgi odbywają się o różnej porze roku, zwykle od czerwca do lutego. Zniesienia odnotowywano w kwietniu, pisklęta w listopadzie i grudniu, a świeżo opierzone pisklę – w środku grudnia. W północno-zachodniej części zasięgu zaloty obserwowano głównie od kwietnia do końca listopada. Samce są poligyniczne. Śpiewają z wysoko położonych gałęzi, a toki odbywają się na gałęzi nisko w podszycie. Samica sama buduje gniazdo i zajmuje się lęgiem.

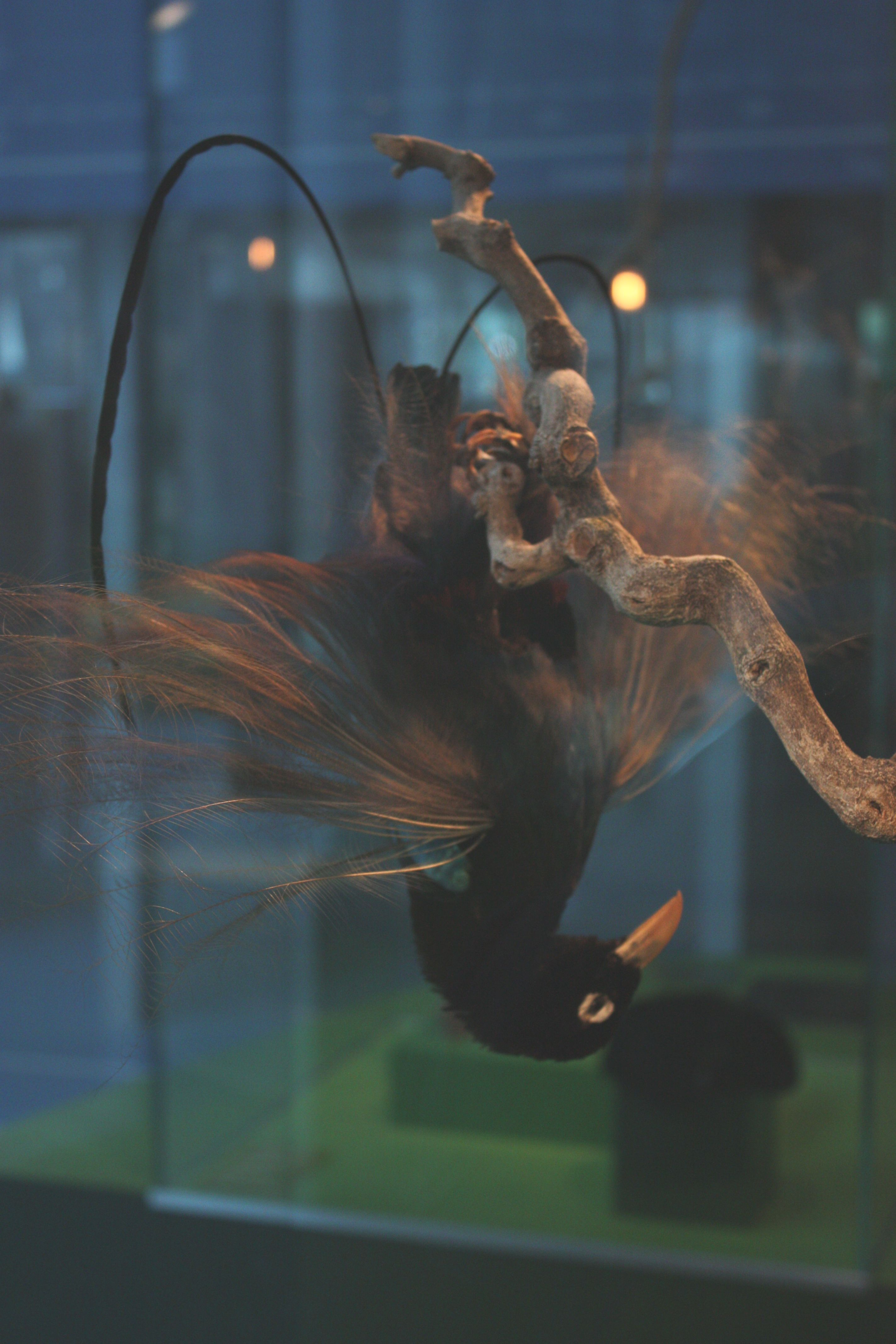
Samiec wypchany w pozie, w jakiej odbywają się zaloty

Samce do swoich popisów wybierają smukłe konary o różnym stopniu nachylenia, bambusy, trawy lub pnącza położone od 1 do 3 m nad podłożem i tuż pod listowiem drzew. Pozbawiają liści przylegające do wybranej gałęzi obszary. Jedna odnotowana odległość między stanowiskami dwóch samców wynosiła 300 m. Toki mają tylko jeden z trzech rodzajów popisów – typowy dla cudowronek, jednak odwrócony. Samiec przechyla się w tył i opuszcza w dół, zwisając dziobem w przeciwną stronę. Rozkłada pióra po bokach ciała i trzyma skrzydła złożone, następnie spogląda w górę i zaczyna wołać, później trząść głową i ruszać ozdobnymi piórami; wydłużone środkowe sterówki zwisają wtedy po bokach ciała. Plama na środku brzucha przybiera owalny kształt i rozszerza się wraz z ruchami ciała. Toki u tego gatunku opisano w 1921 po prawdopodobnie pierwszej obserwacji takowych przez białego człowieka. Pracownik Bronx Zoo, który rankiem zobaczył zwisającego z gałęzi samca, poprosił o natychmiastowe zabranie go do lecznicy, gdyż był przekonany, że ten doznaje drgawek.
Gniazdo ma kształt głębokiej okrągłej miski, utworzone jest z rzadko rozmieszczonych długich zielonych łodyg epifitycznych storczyków, liści pandanów, włókien z liści palmowych, igłopodobnych liści rzewni i czasami niewielkiej domieszki innych liści. Wyściółkę stanowią wąsy czepne pnączy. Gniazda są umieszczane od 4 do 19 m nad ziemią w różnych miejscach, od niskich krzewów po niższą część koron wysokich drzew. Zniesienie liczy 1 jajo, być może rzadko zdarzają się 2. Skorupka ma barwę różowopłową, pokryta jest ciemniejszymi pasami. W jednym przypadku inkubacja trwała co najmniej 18 dni. Samica agresywnie broni młodego przed cudowronkami własnego i innych gatunków. Nie jest znany czas przebywania młodych w gnieździe.

## Status i zagrożenia
IUCN uznaje cudowronkę błękitną za gatunek bliski zagrożenia (NT, Near Threatened) od 2021 roku; wcześniej, od 1994 roku klasyfikowana była jako gatunek narażony na wyginięcie (VU, Vulnerable). BirdLife International uznaje trend liczebności populacji za spadkowy, jednak prawdopodobnie w powolnym tempie. Podobnie jak inne cudowronki, w epoce kolonialnej bardzo rzadko utrzymywano ten gatunek ze względów praktycznych (jak trudny transport czy niezdolność do utrzymania ptaków w dobrym zdrowiu). Po raz pierwszy w niewoli cudowronka błękitna znalazła się w 1907; wówczas młodociany samiec trafił do Anglii. Ten gatunek jest objęty konwencją CITES (załącznik II), gdzie cudowronki są wpisane w całości jako rodzina.
Zagrożeniem dla cudowronek błękitnych jest przede wszystkim wylesianie i odłów, zarówno w ramach tradycji, jak i przez kłusowników. Lasy w preferowanej przez te ptaki strefie wysokościowej są wycinane pod ogródki uprawne konieczne ze względu na rosnącą liczebność ludzi. Przekształcanie środowisk życia tych ptaków na tereny rolnicze nie zawsze całkowicie wypiera je z danego obszaru, jako że obserwowano cudowronki błękitne na terenach pokrytych połaciami pozostałości lasów i ogrodami, mogą też przeżyć w zdominowanych przez ludzi środowiskach. Drugim najbardziej znaczącym zagrożeniem jest odłów samców dla ich ozdobnych piór z piersi i sterówek. Choć odbywa się to głównie w związku z lokalnymi tradycjami, czasami takie pióra są sprzedawane turystom, mimo że zabroniony jest ich wywóz z kraju. W kilku klanach z okolic Tari pióra cudowronek błękitnych stały się jeszcze bardziej pożądane, po części wskutek wprowadzenia uroczyście obchodzonych nowych świąt, jak Dzień Niepodległości czy Boże Narodzenie. Mimo prawa zakazującego zabijania ptaków środkami innymi niż tradycyjne (na przykład bronią palną) dzieci często strzelają do gniazdujących ptaków z procy. W połowie drugiej dekady XXI wieku przepisy te często były nieegzekwowane lub źle rozumiane, przez co miały niewielki wpływ na ograniczenie odłowu i handlu. Pióra cudowronek wielkich nie są jednak tak cenione jako ozdoba, jak innych cudowronek, nie są też często sprzedawane. Ludność z prowincji Enga jest wyjątkiem, ceni ich pióra i nie uznaje piór innych gatunków jako zamienników.
W zasięgu cudowronek błękitnych są też obszary trudno dostępne i rzadko zamieszkane.